# Brålanda landskommun
Brålanda landskommun var en tidigare kommun i dåvarande Älvsborgs län.

## Administrativ historik
Kommunen bildades som landskommunen Brålanda i Brålanda socken i Sundals härad i Dalsland när 1862 års kommunalförordningar trädde i kraft. 
23 maj 1935 inrättades ett municipalsamhälle, likaledes med namnet Brålanda inom kommunen som sedan upplöstes 31 december 1956.
Kommunen ombildades vid kommunreformen 1952 till storkommun genom sammanläggning med grannkommunerna Gestad och Sundals-Ryr.
År 1974 upphörde den och området införlivades med Vänersborgs kommun.
Kommunkoden 1952-1973 var 1512.

### Kyrklig tillhörighet
I kyrkligt hänseende tillhörde kommunen Brålanda församling. Den 1 januari 1952 tillkom Gestads församling och Sundals-Ryrs församling.

## Geografi
Brålanda landskommun omfattade den 1 januari 1952 en areal av 220,44 km², varav 217,74 km² land.

### Tätorter i kommunen 1960
I Brålanda landskommun fanns tätorten Brålanda, som hade 828 invånare den 1 november 1960. Tätortsgraden i kommunen var då 22,0 procent.

## Politik

### Mandatfördelning i valen 1942-1970
| 5 | 15 | 2 | 3 |

| 23 |

| 5 | 15 | 2 | 3 |

| 22 |

| 4 | 22 | 4 | 5 |

| 34 |

| 4 | 19 | 5 | 7 |

| 33 |

| 4 | 21 | 3 | 7 |

| 33 |

| 5 | 21 | 3 | 6 |

| 33 |

| 5 | 18 | 2 | 4 | 6 |

| 34 |

| 5 | 20 | 2 | 2 | 6 |

| 32 |